# فراری ۲۵۰
فراری ۲۵۰ خودرویی اسپرت است که از سال ۱۹۵۳ تا ۱۹۶۴ میلادی توسط فراری تولید می‌شد. این خودرو که چندین گونه متفاوت را شامل می‌شود، موفق‌ترین خط تولید شرکت در سال‌های اولیه آن بود. این خودرو با مدل‌های ۲۷۵ و ۳۳۰ جایگزین شد.